# Symplocos nivea
Symplocos nivea là một loài thực vật thuộc họ Symplocaceae. Đây là loài đặc hữu của Malaysia. Chúng hiện đang bị đe dọa vì mất môi trường sống.